# Eccellenza Emilia-Romagna 1995-1996
Il campionato italiano di calcio di Eccellenza regionale 1995-1996 è stato il quinto organizzato in Italia. Rappresenta il sesto livello del calcio italiano.
Questo è il campionato regionale della regione Emilia-Romagna.

## Girone A

### Squadre partecipanti
| Squadra                | Città (provincia)              |
| ---------------------- | ------------------------------ |
| U.C. Casalese          | Casalmaggiore (CR)             |
| A.C. Casalgrande       | Casalgrande (RE)               |
| A.C. Colorno           | Colorno (PR)                   |
| A.C. Commessaggese     | Commessaggio (MN)              |
| U.S. Correggese        | Correggio (RE)                 |
| Maranello Sportiva     | Maranello (MO)                 |
| A.C. Persicetana       | San Giovanni in Persiceto (BO) |
| A.S. Polesine 1966     | Polesine Parmense (PR)         |
| A.C. Rolo              | Rolo (RE)                      |
| A.S. Sammartinese      | San Martino in Rio (RE)        |
| A.P.C. Scandiano       | Scandiano (RE)                 |
| A.S. Termolan Bibbiano | Bibbiano (RE)                  |
| A.C. Traversetolo      | Traversetolo (PR)              |
| U.C. Viadana           | Viadana (MN)                   |
| A.S. Virtus Pavullese  | Pavullo nel Frignano (MO)      |
| A.S. Vis San Prospero  | San Prospero (MO)              |

### Classifica finale
|  | Pos. | Squadra            | Pt | G  | V  | N  | P  | GF | GS | DR  |
|  | ---- | ------------------ | -- | -- | -- | -- | -- | -- | -- | --- |
|  | 1.   | Virtus Pavullese   | 67 | 30 | 20 | 7  | 3  | 58 | 25 | +33 |
|  | 2.   | Casalese           | 61 | 30 | 18 | 7  | 5  | 60 | 28 | +32 |
|  | 3.   | Scandiano          | 55 | 30 | 15 | 10 | 5  | 35 | 15 | +20 |
|  | 4.   | Colorno            | 50 | 30 | 14 | 8  | 8  | 37 | 31 | +6  |
|  | 5.   | Termolan Bibbiano  | 43 | 30 | 10 | 13 | 7  | 38 | 31 | +7  |
|  | 6.   | Correggese         | 43 | 30 | 12 | 7  | 11 | 37 | 39 | -2  |
|  | 7.   | Vis San Prospero   | 42 | 30 | 11 | 9  | 10 | 29 | 31 | -2  |
|  | 8.   | Commessaggese      | 39 | 30 | 9  | 12 | 9  | 42 | 37 | +5  |
|  | 9.   | Persicetana        | 39 | 30 | 10 | 9  | 11 | 30 | 37 | -7  |
|  | 10.  | Rolo               | 34 | 30 | 8  | 10 | 12 | 28 | 31 | -3  |
|  | 11.  | Maranello Sportiva | 34 | 30 | 7  | 13 | 10 | 28 | 31 | -3  |
|  | 12.  | Viadana            | 31 | 30 | 4  | 19 | 7  | 24 | 25 | -1  |
|  | 13.  | Casalgrande        | 28 | 30 | 6  | 10 | 14 | 28 | 50 | -22 |
|  | 14.  | Sammartinese       | 28 | 30 | 5  | 13 | 12 | 30 | 44 | -14 |
|  | 15.  | Traversetolo       | 22 | 30 | 4  | 10 | 16 | 29 | 51 | -22 |
|  | 16.  | Polesine           | 21 | 30 | 4  | 9  | 17 | 25 | 52 | -27 |

### Spareggi

#### Spareggio salvezza
| Squadra 1   | Risultato | Squadra 2    |
| ----------- | --------- | ------------ |
| Casalgrande | ? - ?     | Sammartinese |

| ??? 1996 | Casalgrande | ? – ? | Sammartinese |  |

## Girone B

### Squadre partecipanti
| Squadra               | Città (provincia)             |
| --------------------- | ----------------------------- |
| A.S.A.R. Riccione     | Riccione (RE)                 |
| A.C. Bagnacavallo     | Bagnacavallo (RA)             |
| A.C. Boca             | Bologna (BO)                  |
| F.C. Casumaro         | Casumaro (FE)                 |
| { A.C. Cattolica      | Cattolica (RN)                |
| A.C. Cervia           | Cervia (RA)                   |
| A.C. Cesenatico       | Cesenatico (FC)               |
| Cocif Longiano        | Longiano (FC)                 |
| A.C. Crevalcore       | Crevalcore (BO)               |
| A.C. Masi Torello     | Masi Torello (FE)             |
| A.C. Massalombarda    | Massa Lombarda (RA)           |
| S.C. Medicina         | Medicina (BO)                 |
| Pol. Ozzanese         | Ozzano dell'Emilia (BO)       |
| F.C. San Lazzaro      | San Lazzaro di Savena (BO)    |
| A.S. Santarcangiolese | Santarcangelo di Romagna (RN) |
| S.S. Savignanese      | Savignano sul Rubicone (FC)   |

### Classifica finale
|  | Pos. | Squadra          | Pt | G  | V  | N  | P  | GF | GS | DR  |
|  | ---- | ---------------- | -- | -- | -- | -- | -- | -- | -- | --- |
|  | 1.   | BoCa             | 60 | 30 | 17 | 9  | 4  | 45 | 17 | +28 |
|  | 2.   | Santarcangiolese | 60 | 30 | 16 | 12 | 2  | 43 | 14 | +29 |
|  | 3.   | Cervia           | 51 | 30 | 14 | 9  | 7  | 34 | 27 | +7  |
|  | 4.   | Casumaro         | 43 | 30 | 11 | 10 | 9  | 32 | 31 | +1  |
|  | 5.   | Ozzanese         | 42 | 30 | 10 | 12 | 8  | 38 | 40 | -2  |
|  | 6.   | Savignanese      | 41 | 30 | 11 | 8  | 11 | 34 | 34 | 0   |
|  | 7.   | Massalombarda    | 40 | 30 | 9  | 13 | 8  | 39 | 32 | +7  |
|  | 8.   | Cesenatico       | 39 | 30 | 11 | 6  | 13 | 31 | 38 | -7  |
|  | 9.   | Masi Torello     | 38 | 30 | 9  | 11 | 10 | 30 | 32 | -2  |
|  | 10.  | Cocif Longiano   | 37 | 30 | 8  | 13 | 9  | 34 | 34 | 0   |
|  | 11.  | Cattolica        | 37 | 30 | 8  | 13 | 9  | 29 | 33 | -4  |
|  | 12.  | Bagnacavallo     | 36 | 30 | 9  | 9  | 12 | 37 | 40 | -3  |
|  | 13.  | ASAR Riccione    | 33 | 30 | 8  | 9  | 13 | 22 | 26 | -4  |
|  | 14.  | Medicina         | 33 | 30 | 7  | 12 | 11 | 31 | 40 | -9  |
|  | 15.  | Crevalcore       | 32 | 30 | 8  | 8  | 14 | 29 | 36 | -7  |
|  | 16.  | San Lazzaro      | 18 | 30 | 4  | 6  | 20 | 21 | 55 | -34 |

### Spareggi

#### Spareggio 1º posto
| Squadra 1 | Risultato | Squadra 2        |
| --------- | --------- | ---------------- |
| Boca      | 2 - 0     | Santarcangiolese |

| ??? 1996 | Boca | 2 – 0 | Santarcangiolese |  |

#### Spareggio salvezza
| Squadra 1         | Risultato | Squadra 2 |
| ----------------- | --------- | --------- |
| A.S.A.R. Riccione | 1 - 0     | Medicina  |

| ??? 1996 | A.S.A.R. Riccione | 1 – 0 | Medicina |  |